# Piotr Krzywicki

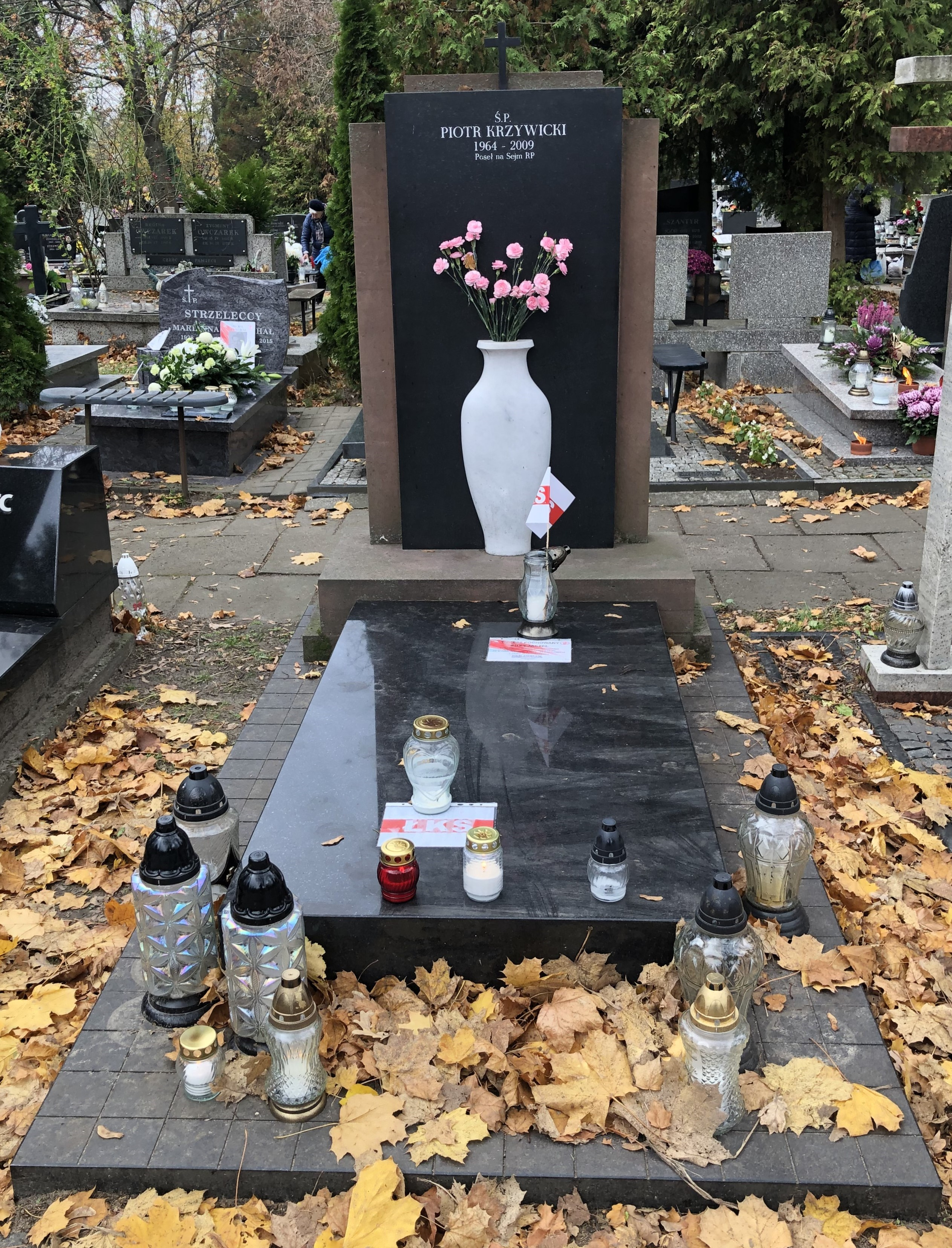
Grób Piotra Krzywickiego w alei zasłużonych na cmentarzu Doły w Łodzi

Piotr Jacek Krzywicki (ur. 22 października 1964 w Poddębicach, zm. 9 grudnia 2009 w Łodzi) – polski prawnik, polityk i samorządowiec, adwokat, poseł na Sejm IV, V i VI kadencji.

## Życiorys
Syn Edmunda i Kazimiery. Ukończył studia na Wydziale Prawa i Administracji Uniwersytetu Łódzkiego. Praktykował jako adwokat.
Należał kolejno do Koalicji Konserwatywnej, Stronnictwa Konserwatywno-Ludowego i Przymierza Prawicy. Następnie przystąpił do Prawa i Sprawiedliwości. Od 11 maja 2007 do 8 listopada 2007 był członkiem komitetu politycznego tej partii. W latach 1998–2001 zasiadał w radzie miasta Łodzi, był też dyrektorem gabinetu i doradcą wojewody łódzkiego.
Bez powodzenia kandydował do Sejmu z listy Akcji Wyborczej Solidarność w wyborach w 1997. W 2001 po raz pierwszy został posłem z listy PiS w okręgu sieradzkim. W Sejmie IV kadencji pracował w Komisji Administracji i Spraw Wewnętrznych, Komisji Łączności z Polakami za Granicą oraz Sprawiedliwości i Praw Człowieka. W 2005 skutecznie ubiegał się o reelekcję z okręgu łódzkiego. W nowej kadencji zasiadł w Komisji Ustawodawczej oraz ponownie w Komisji Łączności z Polakami za Granicą. W wyborach parlamentarnych w 2007 po raz trzeci uzyskał mandat poselski, otrzymując 14 064 głosy. W grudniu 2007 ogłosił wystąpienie z partii w geście solidarności z Kazimierzem Michałem Ujazdowskim i Pawłem Zalewskim. Stanął na czele Stowarzyszenia Ziemia Łódzka XXI. W październiku 2008 został członkiem koła poselskiego Polska XXI. W październiku 2009 został członkiem utworzonego tego dnia koła parlamentarnego Polska Plus. W VI kadencji Sejmu zasiadał w Komisji Łączności z Polakami za Granicą i Komisji Ustawodawczej, a także w Podkomisji stałej ds. Trybunału Konstytucyjnego.

## Życie prywatne
Był żonaty z Agatą Sobieszek-Krzywicką. Miał dwoje dzieci. Pod koniec życia zmagał się z chorobą nowotworową. Pochowany został w alei zasłużonych na cmentarzu Doły w Łodzi (kwatera XXVIII/16/11).

## Odznaczenia i upamiętnienie
W 2009, za wybitne zasługi w działalności publicznej i społecznej, prezydent RP Lech Kaczyński odznaczył go pośmiertnie Krzyżem Kawalerskim Orderu Odrodzenia Polski.
W 2010 ustanowiono Nagrodę im. Piotra Krzywickiego „Ordo et Libertas” przyznawaną za najlepszą rozprawę doktorską z dziedziny prawa publicznego, obronioną na Wydziale Prawa i Administracji Uniwersytetu Łódzkiego.